# الديلر (فلم)
الديلر هو فيلم أكشن مصري صدر سنة 2010، من إخراج أحمد صالح، وتأليف مدحت العدل، وإنتاج محمد حسن رمزي، وبطولة أحمد السقا، ومي سليم، وخالد النبوي، وسامي العدل، ومنة فضالي. تدور أحداث الفيلم حول صراع بين شابين تبدأ عداوتهما في الطفولة، يتسبّب أحدهما في سجن الآخر ثم يهاجر إلى أوكرانيا، حيث يعمل في تجارة المخدرات ويهرب بالأموال، بعد خروجه من السجن، يدخل الآخر نفس العالم من تركيا، ويصعد سريعًا حتى يلتقي بخصمه مجددًا، لتبدأ المواجهة الحاسمة بينهما.

## القصة
يتولّد صراعٌ قديم بين يوسف الشيخ وعلي الحلواني، منذ نشأتهما في حارةٍ شعبية، حيث يتنافسان على قلب سماح، الفتاة التي كبُرت بينهما. يمضي كلٌّ منهما في طريق مختلف؛ يوسف ينخرط في تجارة المخدرات ويصبح مطاردًا من الشرطة، بينما يسعى علي لتحقيق طموحه بالسفر، فيتقرّب من إدارة فرقة سماح الفنية ويسافر معها إلى أوكرانيا بعد أن تزوجها عرفيًّا وجعلها تحمل منه. يبلغ علي عن يوسف، فيُلقى القبض عليه ويُسجن، بينما يبدأ علي في بناء مستقبله بعيدًا، على حساب الجميع.
في أوكرانيا، يدفع علي سماح للعمل راقصة في الملاهي، ثم يدخل عالم المخدرات من خلال عصابة يقودها برتليف، ويكسب ثقته بعد تنفيذ خطة خداعية. تتصاعد مكانته ليتزوج من ابنة أحد الوزراء ويتاجر بالسلاح. في تلك الأثناء، يخرج يوسف من السجن ويهرب إلى تركيا بمساعدة عم حسن، وهناك يعمل مع فرحات الكردي الذي يستغل وضعه، ثم يورّطه في تجارة المخدرات. يكتسب يوسف خبرة في التهريب ويطوّر طريقة تخدع الكلاب البوليسية، ما يجعله محط أنظار العصابات.
يوسف يسافر إلى أوكرانيا لتسليم شحنة مخدرات لجابر بيه، بعد أن استدان من زعيم عصابة يُدعى عزيز بيه. يلتقي هناك بسماح التي أصبحت مدمنة، ويكتشف مأساتها فيغفر لها، لكن جابر يخونه ويبلغ الشرطة. يهرب يوسف مع سماح إلى تركيا، لكن عزيز يختطفهما مع فرحات، قبل أن يتدخل كمال، تاجر المخدرات، لإنقاذهم مقابل ولاء يوسف. يعود يوسف إلى أوكرانيا، ويكسب ثقة برتليف، الذي يطلب منه الانتقام من جابر بيه، وينفّذ المهمة بنجاح.
يتزوّج يوسف من سماح رغم إدمانها، ويبدأ في رعايتها. يرسل المال لعائلته في مصر، ويعلم بوفاة والده. تقرر سماح استعادة ابنها مصطفى من علي، فيقرر يوسف إنهاء الحساب القديم. يتعاون مع كمال وبرتليف لاختطاف الطفل، ويستدرج علي الذي يهرع لإنقاذ ابنه، ليدرك أنه محاصر بأعدائه. يعترف علي بنهايته ويسلّم ابنه ليوسف قبل أن يُقتل.
يعود يوسف إلى سماح، لكنه يجدها قد ماتت أثناء الولادة. يحمل رضيعه وابنها مصطفى، ويعود إلى مصر، حاملاً على كتفيه نهاية رحلة طويلة من الصراع، والخيانة، والحب الضائع.

## طاقم التمثيل
- أحمد السقا بدور يوسف الشيخ
- مي سليم بدور سماح
- خالد النبوي بدور علي الحلواني
- سامي العدل بدور عم حسن
- منة فضالي بدور أخت يوسف
- نضال الشافعي بدور فرحات
- صبري عبد المنعم بدور والد يوسف
- طلعت زين بدور جابر
- جليلة محمود بدور والدة سماح
- محمد فريد بدور زوج والدة سماح
- محمد علي بن جمعة بدور شاب من المغرب العربي

## وصلات خارجية
- مقالات تستعمل روابط فنية بلا صلة مع ويكي بيانات